# Normgrupp
Inom matematiken är en normgrupp en grupp av formen {\displaystyle N_{L/K}(L^{\times })} där {\displaystyle L/K} är en ändlig abelsk utvidgning av icke-arkimediska lokala kroppar. En av huvudsatserna i lokal klasskroppsteori säger att normgrupperna i {\displaystyle K^{\times }} är precis de öppna delgrupperna av {\displaystyle K^{\times }} som har ändligt index.